# 140 квартал
140 квартал (рос. 140 квартал) — присілок (колишнє селище) в Кізнерському районі Удмуртії, Росія.
Населення становить 19 осіб (2010, 37 у 2002).
Національний склад (2002):
- росіяни — 59 %
- удмурти — 30 %

В присілку знаходився туберкульозний санаторій.
Урбаноніми:
- вулиці — Пісочна

Стара назва — селище 140 квартала.